# Ахмад аль-Ахсаи
А́хмад ибн Зейн ад-Дин аль-Ахса́и (араб. أحمد بن زين الدين الأحسائي‎) — исламский богослов и мистик, чьи взгляды сформировали шейхизм.
Родился в 1752 или 1753 году в Бахрейне. Как год рождения указывается также 1747.
Он происходил из шиитской семьи, перешедшей из суннизма, и проживавшей в регионе эль-Хаса (территория современных Саудовской Аравии и Бахрейна).
Среди идей, развиваемых Ахсаи и его последователями-шейхитами — идея о посреднике (бабе, «совершенном шиите») между скрытым имамом Махди и верующими мусульманами, необходимом им для постоянного руководства. В отличие от ортодоксального шиитского вероучения об имамах, наделяющего имама божественным правом на светскую и духовную власть над мусульманами под условием назначения предыдущим имамом, и происхождения из рода зятя пророка Мухаммада Али, шейхиты верили в «посредника между имамом и его народом» живущего среди гущи народа.
Бабизм, развившийся впоследствии из шейхизма и основанный на идее баба, признает Ахмада Ахсаи и его ученика Казима Решти как бабов.
Учение Ахсаи было пантеистическим, он считал, что вся вселенная проникнута божественным началом, а избранники бога — имамы и праведники — являются олицетворениями различных атрибутов бога. Провозглашаемое Ахсаи скорое пришествие имама Махди, который уничтожит несправедливость на земле и принесет нравственное обновление, привлекло к нему многочисленных учеников и последователей. Учение стало популярным в Иране, его придерживались многие духовные лица. Фетх Али-шах для создания противовеса влиянию ортодоксального шиитского духовенства пригласил шейха Ахсаи переселиться в Иран. Ахсаи приехал в Тегеран и выступал там, и в ещё нескольких иранских городах, с проповедями, затем поселился в городе Йезд, где смог читал лекции своим последователям.
Своим преемником шейх Ахмад Ахсаи назначил Казима Решти.
Умер в Йезде в 1826 или 1827 годах.